# Marcin Rzepka
Marcin Rzepka – polski filolog i kulturoznawca, podróżnik, pracownik Instytutu Religioznawstwa Uniwersytetu Jagiellońskiego. Wcześniej związany z Instytutem Historii Wydziału Historii I Dziedzictwa Kulturowego Uniwersytetu Papieskiego Jana Pawła II w Krakowie, był sekretarzem redakcji, a potem (od 2012) redaktorem naczelnym periodyku Orientalia Christiana Cracoviensia, współpracownik Polski Zbrojnej i czasopisma internetowego BliskiWschód.pl.

## Edukacja akademicka

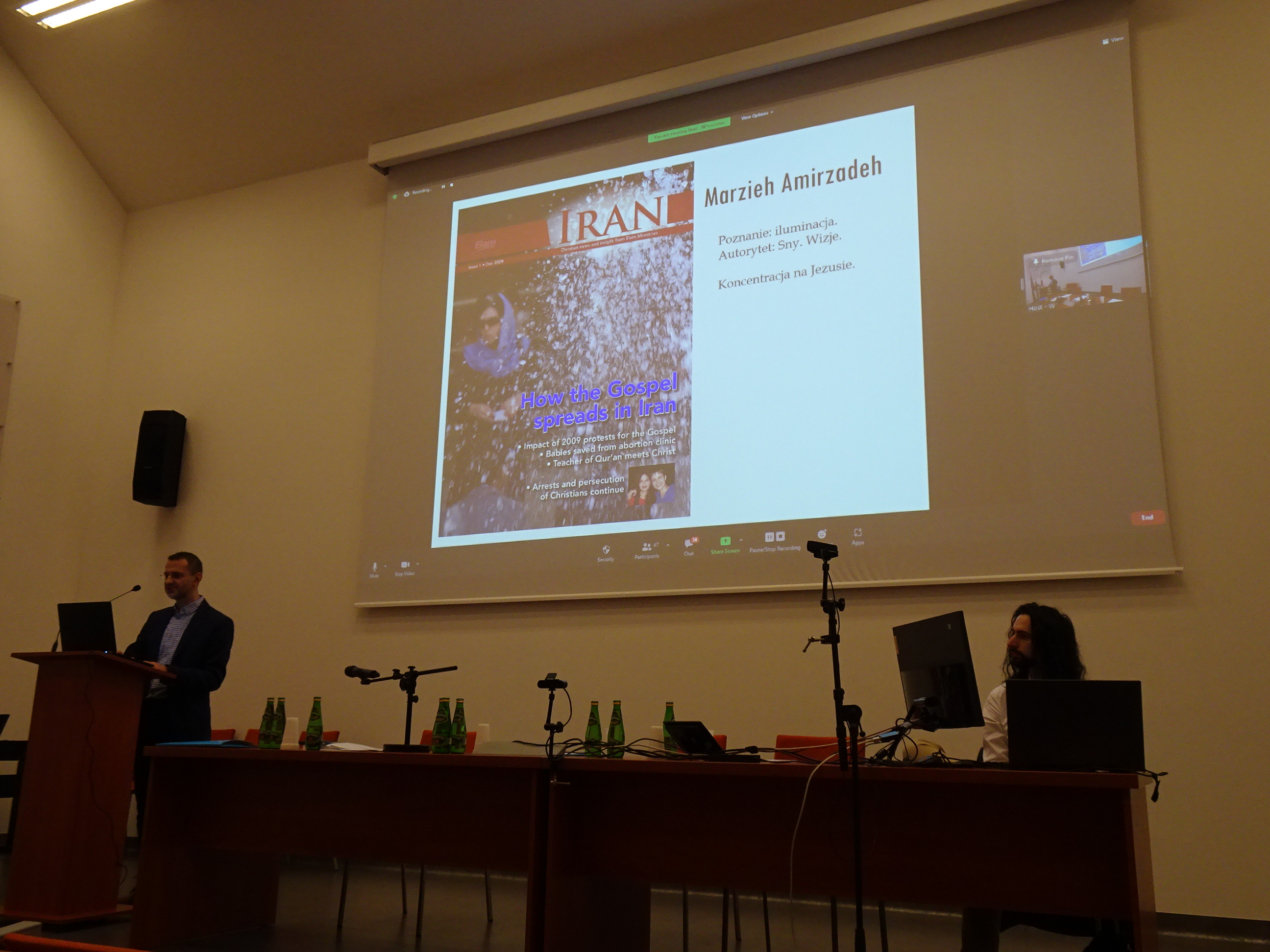
Marcin Rzepka na konferencji naukowej na ChAT-cie 26 listopada 2021.

W latach 1994–1999 studiował filologię słowiańską (bułgarystykę) na Uniwersytecie Jagiellońskim w Krakowie. Rozpoczął też studia na kierunku filologia orientalna w zakresie iranistyki. W 1999 uzyskał tytuł magistra filologii słowiańskiej, a w 2003 magistra filologii orientalnej. W 2008 doktoryzował się z iranistyki na podstawie pracy Językowe i kulturowe aspekty przekładu Biblii na języki irańskie. W 2019 uzyskał habilitację w dziedzinie nauki o kulturze i religii.

## Zainteresowania badawcze
Zajmuje się językoznawstwem, kulturoznawstwem ze szczególnym uwzględnieniem religioznawstwa i translatologią. Interesuje się zagadnieniami mniejszości narodowych i wyznaniowych na Bliskim Wschodzie, a zwłaszcza funkcjonowaniem małych kościołów chrześcijańskich w otoczeniu islamskim. Bada zagadnienia kształtowania się świadomości narodowej w krajach Zatoki Perskiej i przejawów nacjonalizmu. W szczególności analizuje działalność misjonarzy ewangelickich w krajach tradycyjnie muzułmańskich. Porusza problem prześladowań na tle religijnym. Wypowiada się także jako krytyk literacki w doniesieniu do utworów opowiadających o Bliskim Wschodzie.

## Dorobek naukowy
Wydał książki Translacja i konwersja. Językowe i kulturowe aspekty przekładu Ewangelii na język perski (2012) i Konfesyjność przekładu. Kulturowa historia kurdyjskich tłumaczeń Biblii (2013). Jest też autorem licznych artykułów. Prowadzi zajęcia na Uniwersytecie Jagiellońskim i Uniwersytecie Papieskim Jana Pawła II w Krakowie.  Należy do Komisji Orientalistycznej Polskiej Akademii Nauk. Jest współredaktorem naukowym kilku tomów zbiorowych. Jest w nich obecny również jako tłumacz. Uczestniczył w konferencjach o charakterze ogólnoeuropejskim. Prace iranistyczne Marcina Rzepki były wzmiankowane przez autorów międzynarodowej inicjatywy Encyclopaedia Iranica.
W 2017 opublikował książkę Prayer and Protest. The Protestant Communities in Revolutionary Iran. W 2019 ukazała się jego praca Apostołowie nowoczesności. Protestantyzm w Iranie w okresie autorytarnej modernizacji.

## Inna działalność
Wielokrotnie podróżował do krajów Bliskiego Wschodu, między innymi do Iranu i Afganistanu oraz na Kaukaz. Wygłaszał też ogólnodostępne prelekcje na temat kultury Wschodu. Nie unika spotkań z młodzieżą szkół średnich. Działa w krakowskim Kurdyjskim Centrum Informacji i Dokumentacji. Służył pomocą kulturoznawczą uczestnikom misji w Afganistanie. Znajomość bliskowschodnich realiów wykorzystuje na polach odległych od swojej podstawowej dziedziny, humanistyki, występując między innymi na konferencji Forum Gazowe 2010, poświęconej kwestiom zapewnienia dostaw surowców energetycznych.

## Wybrane publikacje
- Translacja i konwersja. Językowe i kulturowe aspekty przekładu Ewangelii na język perski, Kraków 2012.
- Konfesyjność przekładu. Kulturowa historia kurdyjskich tłumaczeń Biblii, Kraków 2013.

Artykuły, wybór
- Protestants among Kurds and some problems of translation of the Bible into Kurdish in the 19th century, „Orientalia Christiana Cracoviensia” 1 (2009), s. 87–94.
- How to build a Nation with Words, The New National Anthem of Afghanistan [w:] T.Gacek, J.Pstrusińska (eds), Proceedings of the Ninth Conference of the European Society for Central Asia, Cambridge Scholars Press, Cambridge 2009, s. 318–326.
- Hadżdż i dżihad. Wpływ islamu na politykę zagraniczną Afganistanu po 2001 roku, [w:] B.Bednarczyk, Z.Pasek, P.Stawiński (red), Religia a współczesne stosunki międzynarodowe, Kraków 2010, s. 215–225.
- Nacjonalizm perski a polityka językowa w Iranie w okresie panowania dynastii Pahlawich [w:] B. Grott (red.), Różne oblicza nacjonalizmów[32], NOMOS, Kraków 2010, s. 445–460.
- O wybranych motywach chrześcijańskich w twórczości Moulany Dżalaloddina Rumiego [w:] Andrzej Zając [red.], Krucjata bez krucjat. O franciszkanach na ziemiach islamu, Instytut Studiów Franciszkańskich, Kraków 2011, s. 43–60.
- Afgańskość wobec narodu i religii. Islamizm i nacjonalizm w Afganistanie po 2001 roku [w:] B. Grott, O. Grott [red.], Nacjonalizmy różnych narodów, Księgarnia Akademicka, Kraków 2012, s. 543–559.
- Anglikanie w Iranie w czasie Rewolucji Islamskiej, Studia Religiologica 2, 2016.
- Prayer and Protest. The Protestant Communities in Revolutionary Iran, 2017